# William de Cantilupe (mort en 1254)
 (janvier 2022).
La mise en forme du texte ne suit pas les recommandations de Wikipédia : il faut le « wikifier ».
Les points d'amélioration suivants sont les cas les plus fréquents. Le détail des points à revoir est peut-être précisé sur la page de discussion.
- Les titres sont pré-formatés par le logiciel. Ils ne sont ni en capitales, ni en gras.
- Le texte ne doit pas être écrit en capitales (les noms de famille non plus), ni en gras, ni en italique, ni en « petit »…
- Le gras n'est utilisé que pour surligner le titre de l'article dans l'introduction, une seule fois.
- L'italique est rarement utilisé : mots en langue étrangère, titres d'œuvres, noms de bateaux, etc.
- Les citations ne sont pas en italique mais en corps de texte normal. Elles sont entourées par des guillemets français : « et ».
- Les listes à puces sont à éviter, des paragraphes rédigés étant largement préférés. Les tableaux sont à réserver à la présentation de données structurées (résultats, etc.).
- Les appels de note de bas de page (petits chiffres en exposant, introduits par l'outil «  Source ») sont à placer entre la fin de phrase et le point final[comme ça].
- Les liens internes (vers d'autres articles de Wikipédia) sont à choisir avec parcimonie. Créez des liens vers des articles approfondissant le sujet. Les termes génériques sans rapport avec le sujet sont à éviter, ainsi que les répétitions de liens vers un même terme.
- Les liens externes sont à placer uniquement dans une section « Liens externes », à la fin de l'article. Ces liens sont à choisir avec parcimonie suivant les règles définies. Si un lien sert de source à l'article, son insertion dans le texte est à faire par les notes de bas de page.
- La présentation des références doit suivre les conventions bibliographiques. Il est recommandé d'utiliser les modèles {{Ouvrage}}, {{Chapitre}}, {{Article}}, {{Lien web}} et/ou {{Bibliographie}}. Le mode d'édition visuel peut mettre en forme automatiquement les références.
- Insérer une infobox (cadre d'informations à droite) n'est pas obligatoire pour parachever la mise en page.

Pour une aide détaillée, merci de consulter Aide:Wikification.
Si vous pensez que ces points ont été résolus, vous pouvez retirer ce bandeau et améliorer la mise en forme d'un autre article.
Pour les articles homonymes, voir William de Cantilupe, Cantilupe et Cantilupe.

Armoiries de William III de Cantilupe : de gueules, à trois fleurs de lys d'or (« Cantilupe ancient »). Ces armes sont blasonnées dans le rouleau d'armes de Glover et sont telles que représentées par Matthieu Paris (décédé en 1259) dans son Historia Anglorum, voir ci-dessous,.

William III de Cantilupe (mort le 25 septembre 1254 ; anciennement Cantelow, Cantelou, Canteloupe, latinisé en « de Cantilupo ») était le 3e baron féodal d'Eaton Bray dans le Bedfordshire,. Par sa femme Eva de Braose, héritière de la dynastie Braose des Marcher Lords du Pays de Galles, il est jure uxoris baron féodal de Totnes, Devon et Baron d'Abergavenny. Ses résidences principales étaient à Calne, Wiltshire et à Aston Cantlow, Warwickshire. Ensuite, il hérite du château d'Abergavenny et d'autres domaines de cette baronnie.

## Origines
William III de Cantilupe était le fils aîné et héritier de William II de Cantilupe (décédé en 1251) et de sa femme Millicent (ou Mélisende) de Gournay (décédé en 1260). Elle est la fille d'Hugues de Gournay ainsi que la veuve d'Amaury VI de Montfort-Évreux (décédé en 1213), Comte de Gloucester. L'oncle de William était Walter de Cantilupe (1195-1266), évêque de Hereford et son jeune frère était Thomas de Cantilupe (1220-1282), évêque de Hereford et chancelier d'Angleterre, canonisé en 1320.

## Mariage et descendance

Armoiries de William V de Braose (mort en 1230), telles que dessinées par Matthieu Paris (vers 1200-1259) dans son Historia Anglorum (folio 116) : Parti en pâle de gueules et d'azur

Peu avant le 15 février 1248, il épousa la protégée de son père, Eva de Braose (décédée en 1255). Elle est la fille et cohéritière de William V de Braose (décédé en 1230), surnommé « Black William », Baron d'Abergavenny, et de sa femme Ève le Maréchal, fille et éventuelle héritière de William Marshall, 1er comte de Pembroke. La tutelle et le mariage d'Eva avaient été achetés par le père de William en 1238. Eva serait représentée par l'effigie féminine gisant dans l'église du prieuré de St Mary, Abergavenny (anciennement l'église du prieuré d'Abergavenny). La majeure partie du corps du gisant est recouverte par un grand bouclier sculpté avec les armes de Cantilupe ancient (trois fleurs-de-lys), et tenant un cœur dans ses mains.

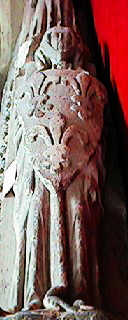
Effigie en l'église du prieuré de St Mary, Abergavenny, censée représenter Eva de Braose (décédée en 1255), épouse de William III de Cantilupe.

Avec sa femme Eva, il eut pour enfants:
- Sir George de Cantilupe (1251-1273), Baron d'Abergavenny, fils unique et héritier. Il hérita de vastes domaines dès l'âge de 3 ans. Il épousa Margaret de Lacy mais mourut sans enfant, laissant ses sœurs ou leur descendance comme cohéritières. Il décéda en 1273, âgé de seulement 22 ans, peu après avoir atteint sa majorité et récupéré ses terres de la tutelle royale[7].
- Millicent de Cantilupe (décédée en 1299), s'est marié d'abord, avant 1254, à John de Montalt, décédé après 1265, sans descendance[8],[9],[10]. En deuxième noces, peu avant 1273, elle épousa Eudo la Zouche (décédé en 1279), fils cadet de Roger la Zouche, de North Molton, Devon et d'Ashby, Leicestershire, et frère d'Alan la Zouche (1205-1270), grand-père d'Alan la Zouche, 1er Baron la Zouche (1267-1314) « d'Ashby », dont le titre fut créé en 1299. La partie de son héritage fraternel comprenait : la baronnie féodale d'Eaton Bray ; le manoir de Calne dans le Wiltshire (le siège de son père) ; une partie de la baronnie féodale de Totnes dans le Devon ; toute la baronnie féodale de Bulwick dans le Northamptonshire et le manoir de Harringworth dans le Northamptonshire[11]. Le manoir de Harringworth devient le siège des descendants Zouche. Son fils, William la Zouche, 1er baron Zouche (1276-1351) a été créé Baron Zouche « de Haryngworth » en 1308, pour se distinguer de son cousin Alan, fait baron en 1299.
- Joan de Cantilupe (décédée en 1271), a épousé Henry de Hastings (1225-1268) d'Ashill (Norfolk), dont la tutelle et le mariage que son père avait achetés à Guy de Lusignan vers 1252[12],[13]. La partie de son héritage fraternel comprenait les vastes terres de la Baronnie d'Abergavenny et du château d'Aston Cantlow dans le Warwickshire, l'un des principaux sièges de son père[14]. Joan a été enterrée dans les Greyfriars, Coventry, Warwickshire, dans la chapelle de Hastings, avec son mari Henry de Hastings et son fils John de Hastings, 1er baron Hastings, Baron d'Abergavenny, tous commémorés par des effigies (maintenant perdues), comme relaté par Dugdale[15]. Cependant, le cœur de Joan de Cantilupe a été enterré au prieuré d'Abergavenny, et « son effigie la montre tenant un cœur dans la paume de sa main »[16]. L'effigie supposée d'Eva de Braose avec le bouclier Cantilupe tient également un cœur, mais à deux mains. Ses fils étaient :
  - John Hastings, 1er baron Hastings (1262-1313), seigneur d'Abergavenny, fils aîné, qui en 1273 hérita d'une partie des terres de son oncle sans enfant Sir George de Cantilupe, y compris la Baronnie d'Abergavenny et le siège Cantilupe d'Aston Cantlow en Warwickshire. Il a été convoqué au Parlement en tant que Lord Hastings en 1290. Son petit-fils était Lawrence Hastings, 1er comte de Pembroke, 3e baron Hastings (1318-1348).
  - Edmund Hastings, 1er baron Hastings (après 1262-vers 1314) « d'Inchmahome » (anciennement Inchmacholmok ), Perthshire, Écosse, convoqué au Parlement le 29 décembre 1299 sous le nom de "Lord Hastings". Il mourut à la bataille de Bannockburn en 1314, après s'être marié mais il n'aura pas de descendance[17].

## Décès

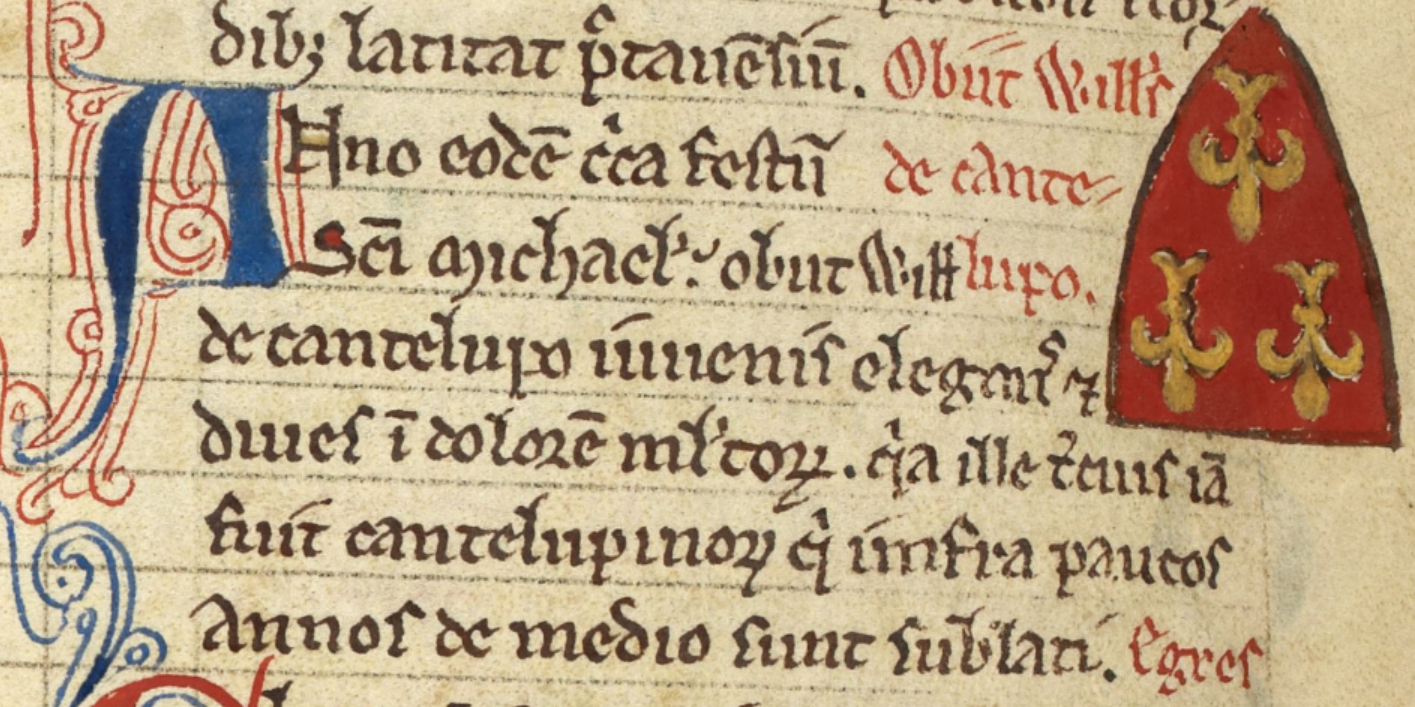
Acte de décès de William III de Cantilupe fait par Matthieu Paris (mort en 1259) dans son Historia Anglorum (folio 165v),. Son blason est représenté dans la marge, inversé.

Cantilupe mourut en 1254, vers la Saint-Michel, le 29 septembre. Sa mort est enregistrée par son contemporain Matthieu Paris (décédé en 1259) dans son Historia Anglorum ainsi :
« Obiit Will's de Cantelupo; Anno eodem circa festum sancti michaelis obiit Will(ielmus) de Cantelupo juvenis elegans et dives in dolore multorum quia ille tertius iam fuit Cantelupinorum qui infra paucos annos de medio sunt sublati (« W. de Cantilupe est mort ; la même année (c'est-à-dire 1254) autour de la fête de saint Michel mourut William de Cantilupe, beau et riche garçon, dans la douleur de beaucoup parce qu'il était déjà le troisième des Cantilupes qui en quelques années furent enlevés du milieu d'eux ») ».

Son père William II était mort en 1251 et son grand-père William Ier en 1239. L'un des principaux pleureurs aux funérailles de William III de Cantilupe était Simon de Montfort, un ami proche de la famille.